# نقشه راه فناوری
یکی از اهداف مدیریت فناوری حصول اطمینان از بکارگیری مناسب تکنولوژی‌هایی است که سود شرکت را بهینه کنند. د راین راستا مدیران فناوری به ابزارهایی نیاز دارند که اطمینان حاصل کنند که: فناوری‌های موجود و بالقوه سازمان در راستای نیازها و اهداف سازمان در حال و آینده است یا به عبارتی اطمینان از اینکه فناوری‌های سازمان با اهداف استراتژیک سازمان همراستا است. همچنین باید تأثیر تغییرات فناوری و بازار روی فرصتها و تهدیدهای پیش روی شرکت مورد ارزیابی قرار گیرد. در این راستا یکی از مهمترین و منعطف‌ترین ابزارهای برنامه‌ریزی نقشه راه است. یکی از روشهای رایج برنامه‌ریزی بلندمدت، استفاده از تکنیک تهیه نقشه راه برای حوزه موردنظر می‌باشد. در یک تعریف ساده، می‌توان گفت نقشه راه، روش کشف و توصیف آینده مطلوب و تبیین راه رسیدن به آن به زبانی ساده و قابل فهم برای سازمان است. حوزه‌ها و زمینه‌هایی که امکان تهیه نقشه راه برای آن‌ها وجود دارد، بسیار متنوع است. از این میان می‌توان، به عنوان مثال، به حوزه‌های فناوری، علم و دانش، و بازار اشاره نمود. یکی از پرکاربردترین این نقشه‌های راه، نقشه راه فناوری می‌باشد که به‌طور گستردهای در صنایع مختلف برای برنامه‌ریزی راهبردی و درازمدت به کار می‌رود.
نقشه راه عبارتست از روش کشف و توصیف آینده مطلوب و تبیین راه رسیدن به آن به زبانی ساده و قابل فهم برای سازمان. نقشه راه ساختاری مبتنی بر زمان دارد و معمولاً به شکلی گرافیکی تدوین شده و به منظور تدوین، نمایش و ایجاد ارتباط میان برنامه‌های مختلف در سطوح متفاوت سازمان بکار می‌رود. ا
تدوین نقشه راه فناوری نوعی از برنامه‌ریزی فناوری مبتنبی بر نیاز است که به شناسایی، انتخاب و توسعه فناوری‌های جایگزین برای پاسخگویی به مجموعه ای از نیازها کمک می‌کند. خروجی این فرایند تدوین را نقشه راه فناوری می نامییم. در این فرایند تیمی از خبرگان گرد هم می‌آیند تا چارچوبی برای سازماندهی و معرفی اطلاعات برنامه‌ریزی فناوری حیاتی به منظور اتخاذ تصمیمات مناسب سرمایه‌گذاری فناوری و اهرم قراردادن این سرمایه‌گذاری‌ها ارائه نمایند. با مجموعه ای از نیازهای معین، فرایند تهیه نقشه راه فناوری، راه کاری را جهت تهیه، سازماندهی، و نمایش اطلاعات پیرامون نیازمندی‌های حیاتی سیستم و اهداف عملکردی که می‌بایست در چارچوب زمانی مشخصی برآورده شود، فراهم می‌آورد. همچنین فناوریهایی را که نیاز است جهت دستیابی به آن اهداف توسعه یابند، شناسایی می‌نماید. در نهایت، اطلاعاتی را که برای ارزیابی گزینه‌های مختلف فناوری موردنیاز است، فراهم می‌آورد.
فرایند ترسیم نقشه‌راه، عموماً به اندازه خروجی آن اهمیت دارد. این اهمیت به دلیل دانش تولید شده در حین بحث‌های مربوط به تدوین نقشه‌راه و همچنین به دلیل دستیابی کارکنان به درک مشترک و شبیه به هم از مفاهیم مطرح شده‌است. از این‌رو طراحی فرایند ترسیم نقشه راه باید دوشادوش طراحی معماری و ساختار نقشه راه صورت گیرد تا بتوان اطلاعات موردنیاز را به بهترین وجه بدست آورد، ساختار داد و به اشتراک گذاشت (فال، 2011).
نقشه‌های راه را می‌توان از منظر سطح تصمیم‌گیری در سه سطح بنگاه، صنعت، و ملی طبقه‌بندی نمود. گاهی اوقات ممکن است یک سازمان یا بنگاه به صورت داخلی اقدام به تهیه نقشه راه کند (نقشه راه بنگاه). در سطح صنعت تهیه نقشه راه فناوری دربرگیرنده چندین سازمان خواه به صورت کنسرسیوم یا کل صنعت می‌باشد. نقشه‌های راهی که در ابعاد ملی ترسیم می‌شوند، عموماً با هدف آینده نگری و نیز تسهیل در امر تصمیم‌گیری می‌باشند. در سطح ملی با حوزهای از دانش سر و کار داریم که به تعیین و اجرای سیاست‌های مربوط به توسعه و بکارگیری فناوری و نیز سیاستهای مربوط به تأثیرات فناوری بر جامعه، سازمان‌ها، افراد و محیط طبیعی می‌پردازد.

## تاریخچه نقشهٔ راه فناوری
تاریخچه نقشه راه به سال ۱۹۵۰ میلادی بازمی‌گردد، زمانیکه رشد اقتصادی ژاپن به دلیل خسارتهای شدید در جنگ جهانی دوم منفی بود. در همین ایام دولت آمریکا این کشور را اشغال کرده بود و فرماندهان نظامی آمریکا کشور ژاپن را تحت نظر داشتند. این فرماندهان از کارشناسان آمریکایی از جمله ادوارد دمینگ برای بهبود نظام ارتباطی و بویژه مخابرات دعوت می‌کردند. دولت مردان ژاپنی که در دوره‌های آموزشی دمینگ شرکت کرده بودند به زودی دریافتند که تنها راه نجات در تولید و فروش به قیمت ارزان همراه با ضایعات فراوان نیست. نظر دمینگ در این دوره کاهش ضایعات از طریق افزایش کیفیت بود ئو در نتیجه کاهش قیمت تمام شده بود. مدیران ژاپنی نیز به صورت کامل ایده‌های دمینگ را بکار بردند. این تلاشها خیلی زود نتیجه دادند و چهره ژاپن متحول شد؛ و در طی دو دهه ژاپن به کشوری صنعتی تبدیل شد. پیشرفتهای صنعتی ژاپن در سالهای ۱۹۶۰ تا ۱۹۸۰ مورد توجه جهان قرار گرفت و بسیاری از مدیران آمریکایی و نظریه پردازانشان به بررسی راز موفقیت ژاپن پرداختند. دولت آمریکا برای آشناسازی مدیرانشان با نحوه کار ژاپنی‌ها، مدیران را به بازدید از صنایع ژاپن می‌فرستادند. یکی از شرکتهایی که از رقابت شرذکتهای ژاپنی رنج می‌برد شرکت آمریکایی موتورولا بود که به شدت پیگیر رازهای موفقیت رقیب تازه به میدان آمده خود بود (درداری، ۱۳۸۹). در همین راستا، گالوین مدیر شرکت موتورولا به همراه برخی مدیران صنایع آمریکا در سال ۱۹۸۰ به ژاپن سفر کرد. گالوین پس از بازگشت از ژاپن دست به اقدامات بسیاری زد که می‌توان آن را به دو بخش تقسیم کرد. اولاً در سطح ملی دست به اقدامی زد و در صدد برآمد تا برنامه حمایت ژاپن از صنایع داخلی را تعدیل کند. ثانیاً دگرگونی سطح شرکت خودش بود. او نظام‌های مذدیریت کیفیت جامع را در موسسات خود پیاده کرد و آن را با ابتکار جالب درآمیخت و نظامی جدید خلق کرد (گالوین، ۱۹۹۸). نظام نقشه راه فناوری موتورولا در سال ۱۹۸۷ توسط چارلی ویلیارد مدیر تحقیق توسعه موتورولا برای اولین بار در جهان منتشر شدو مورد توجه و بررسی صنایع آمریکا قرار گرفت. این نظام چندی بعد در سایر صنایع آمریکا منتشر شد (ویلیاردس و مک کلیس، ۱۹۸۷).
در آن سال‌ها در حالی که پیچیدگی محصولات روز به روز افزایش می‌یافت، موتورولا نیاز داشت بازهٔ زمانی فرایند توسعه محصول را کاهش داده تا بتواند پاسخگوی تقاضای مشتریان باشد (پروبرت و رندر، ۲۰۰۳). مجموعه‌ای از افراد در شرکت گرد هم آمدند تا چشم‌اندازی مشترک را برای آیندهٔ حوزه‌های فناورانه‌ای که کسب‌وکار آن‌ها را تحت تأثیر قرار می‌داد، توسعه دهند. موتورولا کشف کرد که ایجاد این فرهنگ فراگیرِ نگاشت نقشهٔ راه فناوری، شرکت را قادر می‌سازد، نقشهٔ راهی را توسعه دهد که «... میان چشم‌اندازهای مختلف شرکت ارتباط برقرار نماید، منابعی را از دنیای کسب‌وکار و دولت جذب کند، فعالیت‌های پژوهشی را ترغیب نماید و پیشرفت‌ها را پایش کند. نقشه‌های راه، مجموعه‌ای از احتمالات را در یک حوزه/ حیطهٔ فناورانهٔ خاص گرد آورده و بنابراین محرک پژوهش‌هایی هدفمند و پیشگام خواهند بود» (گالوین، ۱۹۹۸).
در اوایل دههٔ ۱۹۹۰ میلادی، نقشهٔ راه فناوری، به رویکردی بسیار فراگیر و محبوب تبدیل شد. یک تحول تاریخی کلیدی در تکامل رویکرد نقشهٔ راه، توسعهٔ نقشهٔ راه سطح-صنعت نیمه‌رساناها ابتدا در ایالات متحده و سپس در سطح بین‌المللی بود، سندی ۲۰۰ صفحه‌ای که هنوز به‌روزرسانی می‌گردد (Galvin, 2004; Allan et al. , 2002; Edendeld, Kahng, Rodgers & Zorian, 2004). رقبای صنعت در این نقشهٔ راه همکاری نمودند تا تضمین نمایند کل صنعت از استانداردها و زیرساخت مهیا شده، بهره ببرد و حمایت و پشتیبانی و منابع مالی نیز توسط دولت فراهم گردد. در اواخر دههٔ ۱۹۹۰ میلادی و همچنین اوایل قرن بیست‌ویکم، نهادهایی مانند آژانس ملی علوم هوا-فضا و انجمن ملی تولید محصولات الکترونیکی ایالات متحده و چندین شرکت اروپایی و آمریکایی به تأسی از موتورولا از رویکرد نگاشت نقشهٔ راه فناوری استفاده نموده و انجمن مدیریت پژوهش‌های صنعتی اروپا تجارب به دست آمده از فرایند نگاشت نقشهٔ راه فناوری ۲۵ شرکت را مستندسازی کرد. طولی نکشید این رویکرد که در صنعت توسعه یافته بود، به دانشگاه‌ها نیز راه یافت. مرکز نگاشت نقشهٔ راه فناوری دانشگاه پوردو، با حمایت و پشتیبانی شرکت‌های موتورولا و لرنینگ تراست، تأسیس گردید. چندی بعد مرکز مدیریت فناوری دانشگاه کمبریج، رویکرد «T-Plan» را برای سرعت بخشیدن به فرایند نگاشت نقشهٔ راه فناوری توسعه داد (Phall et al. , 2004). تاکنون تلاش‌های زیادی برای افزایش کاربرد نگاشت نقشهٔ راه صورت گرفته‌است. برنامه‌ریزی فناوری، زیرگروهی از گروه جهانی مدیریت فناوری شرکت جنرال موتورز، پایگاه داده‌ای را توسعه داده‌است که در آن نیازها و ایده‌های مرتبط با توسعه محصول و آن‌هایی که بیشتر در ایجاد نقشهٔ راه کاربرد داشته‌اند، جمع‌آوری می‌گردد (Grossman, 2004). بیش از ۱۳۰۰ نقشهٔ راه در وب‌سایت دانشگاه کمبریج فهرست شده‌است (Institute for Manufacturing, 2009)؛ این امر حاکی از محبوبیت این رویکرد است. رویکرد نگاشت نقشهٔ راه فناوری در حوزه‌های مختلف مدیریت فناوری از جمله فناوری‌های در حال ظهور، فناوری‌های در حال تقویت، محصول-فناوری، محصول-بازار و فناوری‌های Disruptive به منظور تبیین چشم‌انداز فناوری، به کار رفته‌است.

## نسل‌های نقشه راه فناوری
از یک دیدگاه می‌توان کاربرد نقشه راه فناوری را در دو گروه زیر طبقه‌بندی کرد:
- نقشه راه از منظر شرکت: در این نوع نقشه راه، توسعه فناوری جزئی از برنامه‌ریزی کسب و کار مطرح شده و تأثیر فناوری‌های نو و تویعهٔ بازار مورد ارزیابی قرار می‌گیرد.
- نقشه راه فرا سازمانی: در این نوع نقشه راه، دورنمای محیط، تهدیدات و فرصتهایی که برای ذی نفعان یک فناوری خاص وجود دارد مورد بررسی قرار می‌گیرد.

بوچر (Bucher, 2003) معتقد است نقشهٔ راه فناوری با دو نسل توسعه یافته و نسل سوم آن اکنون در حال ظهور است:
- نسل اول (از ابتدای دههٔ ۱۹۷۰ تا اواسط دههٔ ۱۹۸۰ میلادی). روش‌شناسی‌هایی با هدف پیش‌بینی روشن و دقیق فناوری.
- نسل دوم (از اواسط دههٔ ۱۹۸۰ تا اواخر دههٔ ۱۹۹۰ میلادی). روش‌شناسی‌هایی با هدف بهبود و ارتقای تصمیمات مرتبط با برنامه‌ریزی راهبردی فناوری.
- نسل سوم (از اواخر دههٔ ۱۹۹۰ تا به امروز). روش‌شناسی‌هایی با هدف ایجاد فعالیت‌های مدیریت یکپارچهٔ فناوری.

مک میلان تصریح می‌کند که رویکردهای نسل دوم نگاشت نقشهٔ راه فناوری قادر نیستند به مجموعه اطلاعات مورد نیاز برای دستیابی به راهبردهای بهینهٔ سرمایه‌گذاری در فناوری دست یابند (McMillan, 2003).

## اهداف اصلی از ترسیم نقشه راه فناوری
سه کاربرد اصلی نقشه راه عبارتند از:
- نقشه راه به ایجاد وفاق و اجماع میان تصمیم گیران در مورد مجموعه نیازهای علوم و فناوری کمک می‌کند.
- نقشه راه، سازوکاری را برای کمک به متخصصان برای پیش‌بینی پیشرفت‌های علوم و فناوری در حوزه‌های موردنظر، فراهم می‌کند.
- نقشه راه چارچوبی به منظور تسهیل برنامه‌ریزی و هماهنگی پیشرفت‌های علوم و فناوری در همه سطوح ارایه می‌دهد: درون یک سازمان یا شرکت، در سرتاسر یک بخش یا صنعت، حتی در سطوح بین صنعتی، ملی یا بین‌المللی.

به‌طور کلی، مزیت عمده نقشه راه، گردآوری اطلاعات برای ارتقای تصمیمات سرمایه‌گذاری در حوزه علوم و فناوری می‌باشد (منزوی، ۱۳۸۸).

## کاربردها
- بهبود تصمیم‌گیری
- ارائهٔ راهبرد و جهت‌گیری
- کمک به پیش‌بینی و آینده‌نگاری
- بهبود برنامه‌ریزی و هماهنگی
- پشتیبانی از مدیریت دانش و نوآوری

## محدودیت‌های نقشه راه فناوری
ایجاد توانمندی یکپارچه‌سازی محیط‌های درونی و بیرونی تدوین نقشهٔ راه فناوری همانند سایر رویکردها در کنار مزایای زیادی که دارد با محدودیت‌هایی نیز مواجه است که از آن جمله می‌توان به موارد زیر اشاره نمود:
- حفظ و نگهداری برآوردهای زمان، هزینه و تلاش.
- فقدان کیفیت در داده‌های ورودی از بازارها، رقبا و فناوری که از کارگاه‌ها به دست می‌آید.
- به‌روزرسانی پیوستهٔ نقشه‌های راه می‌تواند طولانی و خسته‌کننده باشد و مستلزم کارگاه‌ها و حجم زیادی از فرایند نگاشت نقشهٔ راه است.[۷]